# 安徽省引江济淮集团
安徽省引江济淮集团有限公司，是安徽省人民政府授权安徽省国资委管理的安徽省属国有独资企业。2017年4月28日在安徽省工商局注册登记，主要负责投资、建设、管理、运营引江济淮工程。

## 子公司
根据公司官网公开信息显示，集团现有二级子公司3家：
- 安徽省引江济淮工程有限责任公司
- 安徽省引江济淮生态发展有限公司
- 安徽省水利水电勘测设计研究总院股份有限公司